# Duncan (Nebraska)
Duncan es una villa situada en el condado de Platte, Nebraska, Estados Unidos. Tiene una población estimada, a mediados de 2022, de 388 habitantes.

## Geografía
La localidad está ubicada en las coordenadas 41°23′26″N 97°29′34″O / 41.39056, -97.49278 (41.390436, -97.492713). Según la Oficina del Censo, tiene una superficie de 1.21 km², correspondientes en su totalidad a tierra firme.

## Demografía
Según el censo de 2020, hay 392 personas residiendo en la localidad. La densidad de población era de 323.97 hab./km². El 90.56% de los habitantes eran blancos, el 0.77% eran amerindios, el 0.51% eran asiáticos, el 0.26% era isleño del Pacífico, el 1.02% eran de otras razas y el 6.89% eran de una mezcla de razas. Del total de la población, el 7.14% eran hispanos o latinos de cualquier raza.